# Александров, Дмитрий Анатольевич
Дмитрий Анатольевич Александров (р. 15 марта 1967 года,  СССР) — доцент кафедры общей физики МФТИ, заместитель заведующего кафедры общей физики факультета общей и прикладной физики (ФОПФ) МФТИ, известный деятель олимпиадного движения для школьников по физике и математике, соавтор ряда учебных пособий и статей по данному направлению. Лауреат Премии Правительства РФ в области образования (2010),.

## Биография
Окончил МФТИ в 1989 г.
С 1988 по 2001 год работал учителем физики и информатики во 2-й физико-математической школе города Москвы (Лицее «Вторая школа»). Получил 8 грантов "Соросовского учителя". С 2001 года перешёл на работу в МФТИ  и в физико-математический лицей N 1840
Преподаёт на кафедре общей физики факультета общей и прикладной физики (ФОПФ) МФТИ. Заместитель заведующего данной кафедры.
Д. А. Александров много внимания уделяет олимпиадному движению школьников в физико-математических науках:
- сотрудник Лаборатории МФТИ по работе с одарёнными детьми.
- Главный тренер национальной сборной России по физике.
- Председатель жюри 10 класса Всероссийской олимпиады школьников по физике.
- Член жюри мировой физической олимпиады (WoPhO) и Международной Жаутыковской Олимпиады (IZhO).
- Председатель жюри международной олимпиады по экспериментальной физике (IEPhO)[1].
- соавтор учебных пособий для участников олимпиад по физике и статей по данному направлению (см. библиографию).

## Награды и премии
В 2010 году удостоен (совм. с Н. А. Агахановым, И. И. Богдановым, П. А. Кожевниковым, С. М. Козелом,   О. К. Подлипским, Ю. А. Самарским, В. П. Слободяниным, Д. А. Терёшиным) премии Правительства Российской Федерации в области образования за научно-практическую разработку «Система развития всероссийских предметных олимпиад школьников, отбора и подготовки национальных сборных команд России на международные олимпиады по физике и математике».